# Xã Plainview, Quận Stutsman, Bắc Dakota
Xã Plainview (tiếng Anh: Plainview Township) là một xã thuộc quận Stutsman, tiểu bang Bắc Dakota, Hoa Kỳ. Năm 2010, dân số của xã này là 40 người.